# Alfons Sampsted
Alfons Sampsted (Kópavogur, 1998. április 6. –) izlandi válogatott labdarúgó, a holland Twente hátvédje.

## Pályafutása

### Klubcsapatokban
Alfons az izlandi Kópavogur városában született. 
2015-ben mutatkozott be a helyi Breiðablik első osztályban szereplő felnőtt csapatában. Még a szezon elején kölcsönbe a Þór Akureyrihez igazolt. Először a 2015. július 29-ei, Bolungarvik elleni mérkőzés 84. percében Loftur Pall Eiriksson cseréjeként lépett pályára.
2017 februárjában a svéd IFK Norrköpinghez igazolt. A következő három szezonban különböző kluboknál szerepelt kölcsönben, játszott például a Sylvia, Landskrona BoIS és a Breiðablik csapatában is.
2020. február 20-án három éves szerződést kötött a norvég Bodø/Glimt együttesével, ahol gyorsan a kezdőcsapat tagja lett. Június 16-án, a Viking ellen 4–2-re megnyert ligamérkőzésen debütált. 2021. szeptember 22-én, az Alta ellen 2–1-re megnyert kupamérkőzésen megszerezte első gólját. A csapattal a 2020-as és a 2021-es szezonban is megnyerték a bajnokságot.
2023. január 1-jén a holland Twentéhez írt alá. Először a 2023. január 6-ai, Emmen ellen 2–0-ra megnyert mérkőzésen lépett pályára.

### A válogatottban
Alfons az U16-ostól az U21-esig több korosztályban is képviselte Izlandot.
2020-ban debütált a felnőtt válogatottban. Először 2020. január 16-án, Kanada ellen 1–0-ra megnyert barátságos mérkőzés 89. percében Mikael Andersont váltva lépett pályára.

## Statisztikák
2023. április 9. szerint
| Klub                         | Szezon   | Osztály     | Bajnokság | Bajnokság | Kupa  | Kupa | Nemzetközi | Nemzetközi | Összesen | Összesen |
| Klub                         | Szezon   | Osztály     | Meccs     | Gól       | Meccs | Gól  | Meccs      | Gól        | Meccs    | Gól      |
| ---------------------------- | -------- | ----------- | --------- | --------- | ----- | ---- | ---------- | ---------- | -------- | -------- |
| Breiðablik                   | 2015     | Úrvalsdeild | 0         | 0         | 1     | 0    | —          | —          | 1        | 0        |
| Breiðablik                   | 2016     | Úrvalsdeild | 17        | 0         | 0     | 0    | 1          | 0          | 18       | 0        |
| Breiðablik                   | Összesen | Összesen    | 17        | 0         | 1     | 0    | 1          | 0          | 19       | 0        |
| Þór Akureyri (kölcsönben)    | 2015     | 1. deild    | 9         | 0         | 0     | 0    | —          | —          | 9        | 0        |
| Norrköping                   | 2017     | Allsvenskan | 2         | 0         | 1     | 0    | 1          | 0          | 4        | 0        |
| Norrköping                   | 2018     | Allsvenskan | 0         | 0         | 1     | 0    | —          | —          | 1        | 0        |
| Norrköping                   | Összesen | Összesen    | 2         | 0         | 2     | 0    | 1          | 0          | 5        | 0        |
| Landskrona BoIS (kölcsönben) | 2018     | Superettan  | 12        | 1         | 1     | 0    | —          | —          | 13       | 1        |
| Sylvia (kölcsönben)          | 2019     | Ettan       | 16        | 1         | 0     | 0    | —          | —          | 16       | 1        |
| Breiðablik (kölcsönben)      | 2019     | Úrvalsdeild | 8         | 1         | 1     | 0    | —          | —          | 9        | 1        |
| Bodø/Glimt                   | 2020     | Eliteserien | 29        | 0         | 0     | 0    | 3          | 0          | 32       | 0        |
| Bodø/Glimt                   | 2021     | Eliteserien | 29        | 0         | 1     | 1    | 14         | 0          | 45       | 1        |
| Bodø/Glimt                   | 2022     | Eliteserien | 30        | 1         | 5     | 0    | 20         | 2          | 55       | 3        |
| Bodø/Glimt                   | Összesen | Összesen    | 88        | 1         | 6     | 1    | 37         | 2          | 129      | 4        |
| Twente                       | 2022–23  | Eredivisie  | 11        | 0         | 2     | 0    | —          | —          | 13       | 0        |
| Összesen                     | Összesen | Összesen    | 161       | 4         | 12    | 1    | 39         | 2          | 212      | 7        |

### A válogatottban
| Válogatott | Év       | Pályára lépés | Gól |
| ---------- | -------- | ------------- | --- |
| Izland     | 2020     | 1             | 0   |
| Izland     | 2021     | 5             | 0   |
| Izland     | 2022     | 8             | 0   |
| Izland     | 2023     | 1             | 0   |
| Összesen   | Összesen | 14            | 0   |

## Sikerei, díjai
Bodø/Glimt
- Eliteserien
  - Bajnok (2): 2020, 2021
  - Ezüstérmes (1): 2022